# Лео Вараткар
Лео Вараткар (ир. Leo Varadkar; Каслнок, Даблин 18. јануар 1979) био је четрнаести по реду премијер Република Ирске. Дужност је вршио од 14. јуна 2017. године до 27. јуна 2020. године.
Вараткар је посланик од 2007. године. У својој политичкој каријери, већ је држао министарске позиције. У претходном периоду био је министар транспорта, туризма и спорта од 2011. године до 2014. године, министар здравља од 2014. године до 2016. године и министар социјалне заштите од 2016. године до 2017. године. Он је први јавно декларисани геј премијер у Ирској. Уједно је и најмлађа особа на месту тишока и прва која има индијско порекло.